# Anna Szarewicz
Anna Szarewicz, biał. Ганна Шарэвіч, ros. Анна Шаревич, ang. Anna Sharevich (ur. 18 grudnia 1985 w Brześciu) – białoruska szachistka, reprezentantka Stanów Zjednoczonych od 2014, arcymistrzyni od 2006 roku.

## Kariera szachowa
W szachy gra od piątego roku życia. W latach 1995–2005 wielokrotnie reprezentowała Białoruś na mistrzostwach świata i Europy we wszystkich kategoriach wiekowych, najlepszy wynik osiągając w 1999 w Litochoronie, gdzie w ME do 14 lat zajęła V miejsce. Czterokrotnie zdobyła złote medale w mistrzostwach kraju juniorek, była również czterokrotną indywidualną mistrzynią Białorusi (2002, 2005, 2007, 2011), a w 2003 w finałowym turnieju zajęła II miejsce (za Rachił Eidelson). W latach 2002–2012 sześciokrotnie wystąpiła na szachowych olimpiadach.
Normy na tytuł arcymistrzyni zdobyła w Sankt Petersburgu (2005, dz. II m. za Swietłaną Pietrenko, wspólnie z Niną Sirotkiną) oraz na olimpiadzie w Turynie (2006, na III szachownicy uzyskała czwarty wynik indywidualny, 9 pkt w 12 partiach). W 2007 zajęła II m. (za Aliną Moțoc) w kołowym turnieju rozegranym w Poniewieżu, odniosła również znaczny sukces w postaci zwycięstwa (wspólnie z Igorem Švõrjovem) w Ałuszcie. Na przełomie 2011 i 2012 zajęła II m. (za Sopiko Guramiszwili) w kobiecym turnieju festiwalu w Reggio Emilia.
Najwyższy ranking w dotychczasowej karierze osiągnęła 1 maja 2011, z wynikiem 2378 punktów zajmowała 85. miejsce na światowej liście FIDE, jednocześnie zajmując 1. miejsce wśród białoruskich szachistek.